# Evippa kirchshoferae
Evippa kirchshoferae là một loài nhện trong họ Lycosidae.
Loài này thuộc chi Evippa. Evippa kirchshoferae được Carl Friedrich Roewer miêu tả năm 1959.